# Lusuolo
Lusuolo è una frazione del comune italiano di Mulazzo, nella provincia di Massa-Carrara, in Toscana.

## Monumenti e luoghi d'interesse
- Chiesa di San Matteo Apostolo
- Castello di Lusuolo (XI secolo)